# Шапюи, Эсташ
Эсташ Шапюи (фр. Eustache Chappuis (Chapuis), англ. Eustace Chapuys; не ранее 1481 и не позднее 1492, Annecy — 21 января 1556, Лёвен) — посол императора Священной Римской империи Карла V к английскому двору короля Генриха VIII в 1529—1545 годах. Известен своей обширной и подробной перепиской.

## Биография
Второй сын и один из шести детей нотариуса Луи Шапюи и Гиньоны Дюпюи, которые, возможно, были благородного происхождения. Родился приблизительно между 1490 и 1492 годами в Анси. В 1507 году поступил в Туринский университет, а в 1512 году продолжил обучение в Валанском университете. В начале 1515 года учился в университете Сапиенца, где получил степень доктора гражданского и канонического права. Он также получил благословение папы.
Будучи гуманистом, Шапюи был другом и покровителем людей схожих интересов. Его друзьями можно назвать Агриппу Неттесгеймского и Томаса Мора. Он поддерживал переписку с Эразмом, к которому питал глубокое взаимное уважение и восхищение, хотя они никогда не встречались лично.
Шапюи был рукоположен, и в июле 1517 года стал каноником собора в Женеве и деканом Вири. В августе 1517 года получил место в Женевской епархии и, таким образом, стал служить герцогу Савойскому и Карлу де Бурбону.
К августу 1526 года стал послом герцога Бурбонского при дворе Карла V в Гранаде и впервые посетил Англию в сентябре 1526 года. Летом 1527 года, после гибели герцога Бурбонского при разграблении Рима, поступил на службу к Карлу V, императору Священной Римской империи. Он быстро продвигался по службе и 25 июня 1529 года в Вальядолиде был назначен императорским послом к английскому двору.

### Посол
Шапюи прибыл в Англию в конце августа 1529 года. Он оставался постоянным послом в Англии с 1529 до 1545 года, за исключением кратких отъездов с 1539 по 1540 и в 1542 году. Резиденция Шапюи соседствовала с особняком Томаса Кромвеля.
Благодаря юридическому образованию Шапюи и его блестящему знанию латыни Екатерина Арагонская, которая также была тёткой императора Карла V, выбрала его своим защитником в деле об аннулировании брака с королём Генрихом VIII. Это судебное разбирательство в конечном итоге привело к разрыву Англии со Святым Престолом и римско-католической церковью. Попытки Шапюи расстроить махинации англичан потерпели неудачу, и Генрих женился на Анне Болейн. Находясь в ссылке, Екатерина получала вести о дочери через Шапюи, которому всецело доверяла и называла своим «особым другом». Бывшая королева умерла в январе 1536 года. По всей видимости, Шапюи презирал Анну и никогда не произносил её имя, называя «шлюхой» или «наложницей». Будучи другом Екатерины, Шапюи решительно не одобрял отношение короля к принцессе Марии. Он искренне привязался к молодой принцессе, которая доверяла ему и всецело полагалась на него в самые трудные годы.
В 1539 году Шапюи начал страдать от подагры, но оставался постоянным послом в Англии до мая 1545 года. Он был отозван в Антверпен в апреле 1539 года, когда отношения между двумя странами сильно испортились; он оставался там до июля 1540 года. По возвращении работал над восстановлением англо-имперских отношений и участвовал в переговорах о союзе в феврале 1543 года, что привело к тому, что Генрих VIII и Карл V объявили войну Франции. Шапюи сопровождал людей Генриха VIII во Францию. Его здоровье ещё сильнее ухудшилось в 1544 году, и он попросил императора об отставке. Он был направлен для переговоров в Бурбур, недалеко от Гравлина до июля 1545 года, а затем был наконец освобождён от государственной службы.

### Последние годы
После выхода в отставку Эсташ Шапюи проживал в Лёвене (ныне в Бельгии), и к 1545 году накопил значительное состояние. Он получал посольскую пенсию, доход от наследного поместья в Анси и многочисленных церковных синекур, а также от прибыльного аббатства в Сант-Анджело-ди-Броло на Сицилии, которое приобрёл в 1545 году. Он также приумножил своё состояние благодаря удачным инвестициям в Антверпене. На эти деньги Шапюи в мае 1548 года основал колледж для многообещающих студентов из его родной Савойи. В настоящее время от колледжа остались лишь ворота. Он также основал гимназию в Анси в декабре 1551 года.
Будучи в отставке, Шапюи был советником Карла V в 1547—1549 годах. Его последним известным государственным документом стал анализ острой политической ситуации, когда король Генрих VIII умирал в январе 1547 года. Он также написал воспоминания об отношении Генриха VIII к вопросу о помолвке принцессы Марии. Он отметил, что сомневался в возможности убедить Джона Дадли согласиться на любую партию для принцессы. Шапюи писал, что Мария ничего не желала сильнее, чем выйти замуж.
У Шапюи был сын Чезаре, который был признан законным в 1545 году и умер в 1549 году. Смерть единственного наследника гарантировала, что всё состояние после смерти Шапюи получат основанные им колледж и гимназия. В 1555 году он направил свою английскую пенсию на оплату стипендий для английских студентов в Лёвене.
Эсташ Шапюи скончался 21 января 1556 года и был похоронен в часовне Савойского колледжа. Портрет Шапюи, который может быть прижизненным, находится в музее-замке Анси.

## В искусстве
- Является персонажем пьесы Уильяма Шекспира «Генрих VIII», где носит имя Капуциус.
- Появляется в телесериале Showtime «Тюдоры» (2007—2010). В роли Шапюи актёр Энтони Брофи.
- Герой романов «Вулфхолл» и «Введите обвиняемых» писательницы Хилари Мэнтел. Появляется в экранизации в исполнении актёра Матьё Амальрика.